# Il forzato di Tolone
Il forzato di Tolone (Los miserables) è un film drammatico del 1943 diretto da Fernando A. Rivero.

## Trama
Jean Valjean viene condannato a dieci anni di galera per aver rubato del pane. Esce dalla prigione inasprito e incattivito, ma accolto con evangelica carità da un degno prelato, finisce col ravvedersi. Si mette a lavorare sotto altro nome, i suoi affari prosperano, diventa un cittadino ragguardevole e viene anche nominato sindaco. Un giorno apprende che un pover'uomo, al quale si attribuisce, per errore, il suo nome e la sua personalità, dev'essere processato per furto. Jean si presenta al tribunale, dice il suo vero nome, fa liberare l'innocente, e viene condannato ad alcuni anni di galera; ma salva un marinaio che sta per annegare, ed approfitta della circostanza per fuggire. Col denaro, che ha nascosto, può creare una nuova esistenza a sé e a Cosette, fanciulla che una povera donna da lui beneficata, gli ha affidato morendo. Egli vive felice a Parigi con Cosette, che ama come una figlia, quando l'amore viene a turbare la sua felicità: Mario, nipote di un consigliere del Re, s'innamora di Cosette e ne è riamato. Scoppia la rivoluzione, e Mario, che vi partecipa, resta ferito sulle barricate, ma Jean lo porta in salvo. Mario sposa Cosette; Jean Valjean, appartatosi volontariamente, muore di crepacuore.

## Produzione
Modesta riduzione cinematografica del romanzo I miserabili di Victor Hugo.

## Distribuzione
Il film venne distribuito nelle sale cinematografiche messicane l'8 settembre 1943.
In Italia fu autorizzata la sua distribuzione al cinema nel 1947.